# Elaphoglossum ocoense
Elaphoglossum ocoense är en träjonväxtart som beskrevs av Carl Frederik Albert Christensen. Elaphoglossum ocoense ingår i släktet Elaphoglossum och familjen Dryopteridaceae. Inga underarter finns listade.